# ZDFdokukanal
ZDFdokukanal è stato un canale televisivo tedesco della ZDF andato in onda sul digitale terrestre. Trasmetteva documentari dedicati alla natura, alla scienza, alla storia e alla società. È stato sostituito da ZDFneo.